# Orc (альбом)
Orc — девятнадцатый студийный альбом американской рок-группы Oh Sees из Сан-Франциско. Он был выпущен 25 августа 2017 года лейблом Castle Face Records. Это первый студийный альбом группы, выпущенный под названием Oh Sees после того, как было объявлено, что они уберут Thee из своего названия. Ранее группа выпускала свои альбомы под названиями «Thee Oh Sees», «OCS», «The Ohsees» и «The Oh Sees».
Совместно спродюсированный Джоном Дуайером, Эриком Бауэром, Таем Сегаллом и Энрике Тена, это первый альбом группы с барабанщиком Полом Кваттроне и первый альбом за девять лет, в записи которого не участвовал звукорежиссёр и постоянный соавтор Крис Вудхаус.

## Отзывы
| Совокупная оценка | Совокупная оценка |
| Источник          | Оценка            |
| ----------------- | ----------------- |
| Metacritic        | 79/100            |
| Оценки критиков   |                   |
| Источник          | Оценка            |
| AllMusic          | [ 3 ]             |
| Pitchfork         | 7.4/10            |

Альбом получил положительные оценки и признание от музыкальных критиков. На интернет-агрегаторе Metacritic, который присваивает нормализованный рейтинг из 100 баллов по рецензиям основных изданий, альбом Orc получил средний балл 79 из 100, основанный на нескольких профессиональных рецензиях.
Среди критиков, похваливших альбом, был Тим Сендра из AllMusic, который заявил, что «Orc — это ещё один классический альбом Oh Sees, который не демонстрирует никаких признаков износа в какой-либо части звучания»

### Итоговые списки
| Публикация  | Список             | Год  | Ранг | Ссылка |
| ----------- | ------------------ | ---- | ---- | ------ |
| Rough Trade | Albums of the Year | 2017 | 36   | [ 5 ]  |
| Uncut       | Albums of the Year | 2017 | 33   | [ 6 ]  |

## Список композиций
| №   | Название             | Длительность |
| --- | -------------------- | ------------ |
| 1.  | «The Static God»     | 4:20         |
| 2.  | «Nite Expo»          | 2:57         |
| 3.  | «Animated Violence»  | 5:06         |
| 4.  | «Keys to the Castle» | 8:10         |
| 5.  | «Jettisoned»         | 5:14         |
| 6.  | «Cadaver Dog»        | 4:50         |
| 7.  | «Paranoise»          | 4:28         |
| 8.  | «Cooling Tower»      | 3:35         |
| 9.  | «Drowned Beast»      | 5:02         |
| 10. | «Raw Optics»         | 6:22         |

## Чарты
| Чарт (2017)                            | Высшая позиция |
| -------------------------------------- | -------------- |
| Бельгия/Фландрия (Ultratop)            | 183            |
| Бельгия/Валлония (Ultratop)            | 181            |
| США (Billboard Independent Albums)     | 23             |
| США (Billboard Top Heatseekers Albums) | 5              |